# Norax
Norax (ou Norace) est un héros antique de la mythologie nuragique sarde.
Il est le fils du dieu Hermès et de Eriteide, fille de Géryon. Il apparaît dans les textes de Pausanias le Périégète, Salluste et Caius Julius Solinus.

## Histoire
- Selon la légende racontée par Pausanias dans la Description de la Grèce[1], Norace est arrivé en Sardaigne à la tête des Ibères qui fondèrent la ville qui prit son nom : Nora.
- Solin spécifie que Norace est arrivé en Sardaigne depuis la mythique cité de Tartessos située sur la péninsule Ibérique méridionale[2].

## Sources
- (it) Cet article est partiellement ou en totalité issu de l’article de Wikipédia en italien intitulé « Norax » (voir la liste des auteurs).